# Ralph E. Winters
Ralph E. Winters (ur. 17 czerwca 1909 w Toronto, zm. 26 lutego 2004 w Los Angeles) – amerykański montażysta filmowy.
Urodził się w Kanadzie; wraz z rodziną osiadł w Kalifornii w 1918. Wychowywał się w atmosferze filmowej, jego ojciec pracował jako krawiec w wytwórni MGM. Dzięki jego rekomendacji młody Winters od 1928 Winters pracował jako pomocnik przy montażu filmów i poznawał tajniki zawodu w tej samej wytwórni.
Współtworzył około 70 filmów. Był sześciokrotnie nominowany do Oscara za najlepszy montaż. Dwukrotnie zdobył statuetkę za filmy Skarby króla Salomona (1950) razem z Conradem A. Nervigiem oraz Ben Hur (1959) wspólnie z Johnem D. Dunningiem.
Pozostałe nominacje
- Quo Vadis (1951)
- Seven Brides for Seven Brothers (1954)
- The Great Race (1965)
- Kotch (1971)

Niektóre inne filmy montowane (współmontowane) przez Wintersa:
- Gaslight
- Little Women
- On the Town
- Jailhouse Rock
- The Thomas Crown Affair
- The Front Page
- Micki & Maude
- Cutthroat Island
- The Pink Panther
- 10
- Victor/Victoria

W 1951 był współtwórcą stowarzyszenia montażystów amerykańskich American Cinema Editors; laureat nagrody tego stowarzyszenia za dorobek zawodowy w 1991. Autor autobiografii Some Cutting Remarks: Seventy Years a Film Editor (2001).

## Nagrody
- Nagroda Akademii Filmowej
  - Najlepszy montaż: 1951 Kopalnie Króla Salomona
  - 1960 Ben-Hur